# Тенищев, Иван Иванович
Ива́н Ива́нович Тенищев (21 января 1921 года — 12 февраля 2006 года) — советский военный деятель, генерал-полковник (1972), участник Великой Отечественной войны. Герой Советского Союза (1945), депутат Верховного Совета СССР 9-го созыва.

## Биография

### Ранние годы
Родился 21 января 1921 года в селе Круглолесское (ныне Александровский район, Ставропольский край) в семье крестьянина. Был единственным ребёнком в семье.
После окончания средней школы начал учёбу в Ворошиловском педагогическом институте, окончил первый курс.
В октябре 1940 года призван в Красную Армию, был призван Александровским районным военкоматом. Окончил школу младшего комсостава при 289-м стрелковом полку 82-й мотострелковой дивизии в Забайкальском военном округе в 1940 году. Проходил учёбу на курсах усовершенствования комсостава Забайкальского ВО, окончил эти курсы в 1941 году. Служил на Дальнем Востоке в 82-й мотострелковой дивизии. Вскоре после начала войны дивизия была переформирована в  82-ю стрелковую дивизию, вместе с которой старший адъютант батальона 57-го стрелкового полка младший лейтенант Тенищев был отправлен на фронт.

### Великая Отечественная война
В Великой Отечественной войне с июля 1941 года. Боевое крещение принял на Западном фронте у станции Толочин, западнее Орши. Вскоре после этого подразделение, в котором служил младший лейтенант Тенищев, попало в окружение.
В тылу врага Ивану Тенищеву удалось связаться с подпольем, он стал членом подпольной организации «Патриоты Родины». К началу 1942 года подпольщики организовали партизанский отряд, этому отряду удалось нанести серьёзный урон силам противника, были уничтожены десятки немецких гарнизонов в Могилёвской области, пущены под откос около 30 вражеских эшелонов. В январе 1942 года Тенищев стал начальником штаба партизанского отряда № 3 Могилёвской области, со следующего года — командир отряда.
В начале 1944 года отряду удалось соединиться с частями наступавшей Красной Армии. Сначала служил помощником начальника штаба 183-го запасного стрелкового полка, с октября 1944 — помощником начальника штаба по оперативной части 1281-го стрелкового полка в 60-й стрелковой дивизии, с декабря 1944 года — помощником начальника разведки 60-й стрелковой дивизии на 1-м Белорусском фронте. В апреле 1945 года назначен командиром батальона. Уже в рядах РККА Тенищев участвовал в Белорусской, Висло-Одерской и Восточно-Померанской операциях, дважды получал ранения.
Участник Берлинской операции. В апреле 1945 года назначен командиром батальона (1281-й стрелковый полк, 60-я стрелковая дивизия, 125-й стрелковый корпус, 47-я армия, 1-й Белорусский фронт). В этой должности Тенищеву удалось выполнить несколько сложных боевых заданий командования. Также участвовал в штурме Берлина.
16 апреля, двигаясь в резерве вслед за наступавшими частями, Тенищев получил сведения о неблагоприятном развитии боя за село Ной-Левин. По собственной инициативе он ввёл батальон в бой, атаковал немецкие силы и выбил их из села. Оценив обстановку, он приказал возвести мост через канал, проходящий через село. Когда вскоре к Ной-Левину вышли танковые части, переправа для них была уже готова и преследование противника сразу же продолжилось. В этом бою были захвачены 6 миномётов, 6 пулемётов, склад фаустпатронов, 18 пленных.
Успешно прорываясь в сторону Берлина, батальон капитана Тенищева в тот же день на подручных средствах форсировал Наер-канал. Далее был уничтожен немецкий заслон на канале Недер-Ноендорф, форсирован и этот канал. В этих боях уничтожено ещё до 100 солдат врага, захвачены 4 пленных и 12 пулемётов.
17 апреля батальон участвовал в штурме города Врицена и в захвате расположенного там завода по производству взрывчатых веществ. В ходе боя завод был захвачен в исправном состоянии. В бою за город уничтожено до 200 немцев, захвачены 2 орудия, 2 автомашины, 10 пулемётов и 8 пленных.
В дальнейших боях, 26 апреля 1945 года, батальон ночью на автомашинах прорвался к пригороду Берлина Гатов и с ходу атаковал город и расположенный рядом аэродром. Взлётная полоса была блокирована. После окончания боя выяснилось, что в руки бойцов попали 74 транспортных самолёта и 8 истребителей. Ещё 4 самолёта сгорело во время боя.
Указом Президиума Верховного Совета СССР от 31 мая 1945 года за образцовое выполнение боевых заданий командования и проявленные при этом мужество и героизм Тенищеву было присвоено звание Героя Советского Союза.

### Послевоенная служба
После окончания войны продолжил службу в Вооружённых Силах СССР. Командовал тем же батальоном до декабря 1946 года, затем стал командиром роты в 142-м отдельном стрелковом батальоне 60-й стрелковой бригады Московского военного округа. С декабря 1947 года учился в Военной академии имени М. В. Фрунзе, окончил её в 1950 году. С ноября 1950 года служил в штабе Забайкальского военного округа старшим офицером оперативного отдела. С мая 1956 года — командир 39-го механизированного  полка 14-й механизированной дивизии 6-й гвардейской механизированной армии в этом округе, с апреля 1957 — командир 39-го мотострелкового полка 89-й мотострелковой дивизии там же. В декабре 1957 года назначен начальником штаба 89-й мотострелковой дивизии., а в июле 1958 года переведён в Воронежский военный округ и назначен начальником штаба 11-й гвардейской мотострелковой дивизии. В июне 1960 года убыл на учёбу.
В 1962 году окончил Военную академию Генерального штаба Вооружённых Сил СССР. С августа 1962 года — командир 46-й мотострелковой дивизии. В августе 1964 года гвардии генерал-майор Тенищев назначен на должность командира элитной 2-й гвардейской Таманской мотострелковой дивизии в Московском военном округе. В 1966 году участвовал в церемонии зажжения вечного огня на Могиле Неизвестного Солдата в Москве.
В мае 1968 года назначен первым заместителем командующего 3-й общевойсковой армии в Группе советских войск в Германии. С мая 1969 года — командующий 2-й гвардейской танковой армией в Группе советских войск в Германии.
В июле 1972 года Тенищев назначен на должность командира Центральной группой войск в Чехословакии, в ноябре этого же года ему было присвоено звание генерал-полковника. С ноября 1976 года — первый заместитель начальника Военной академии имени М. В. Фрунзе. В январе 1978 года генерал-полковник Тенищев уволен в запас.
Избирался депутатом Верховного Совета СССР 9-го созыва (1974—1979), депутатом Верховного Совета РСФСР 8-го созыва (1971—1975).

Работал инженером в одном из московских НИИ. Являлся членом Московской ассоциации жертв незаконных репрессий.
Был женат. Жена, — Нина Георгиевна, музыкант педагог, вместе с мужем они воспитали двоих детей. Сын, Владимир Иванович, — подполковник запаса. Дочь, Ирина Ивановна, — филолог.
Умер 12 февраля 2006 года в Москве. Похоронен на Троекуровском кладбище.

## Воинские звания
- Младший лейтенант (1941)
- Лейтенант (27.05.1944)
- Старший лейтенант (16.09.1944)
- Капитан (28.12.1944)
- Майор (25.09.1945)
- Подполковник (3.11.1950)
- Полковник (5.01.1957)
- Генерал-майор (16.06.1965)
- Генерал-лейтенант (29.04.1970)
- Генерал-полковник (2.11.1972)

## Награды
- Медаль «Золотая Звезда» № 6478 Героя Советского Союза (31.05.1945);
- два ордена Ленина (31.05.1945, 31.10.1967);
- два ордена Красного Знамени (15.08.1944, 21.02.1974);
- два ордена Отечественной войны I степени (11.03.1945, 11.03.1985);
- орден Отечественной войны II степени (21.10.1944);
- два ордена Красной Звезды (31.07.1944, 30.12.1956);
- орден «За службу Родине в Вооружённых Силах СССР» III степени (30.04.1975);
- медаль «За боевые заслуги» (15.11.1950);
- медаль «Партизану Отечественной войны» I степени (11.12.1943);
- другие медали СССР;

Награды иностранных государств
- Орден Возрождения Польши IV степени (6.10.1973);
- Орден «За боевые заслуги» (Монголия, 6.07.1971);
- 3 медали иностранных государств.

## Память
На территории райвоенкомата в селе Александровском установлена памятная стела «Герою Советского Союза И. И. Тенищеву». В мае 2015 года средней школе № 1 села Александровского присвоено имя Ивана Тенищева (в 2016 году здесь была открыта мемориальная доска в его честь).